# Karl Koller (General)
Karl Koller (* 22. Februar 1898 in Glonn; † 22. Dezember 1951 ebenda) war Pilot und letzter Generalstabschef der deutschen Luftwaffe im Zweiten Weltkrieg von November 1944 bis Kriegsende 1945, zuletzt als General der Flieger.

## Leben

### Jugendzeit
Karl wurde als Sohn des Sicherheitskommissär der Polizei Josef Koller im oberbayerischen Glonn geboren. Dort ging er auch zur Volksschule.
Im Frühjahr 1914 siedelte er mit seinem Schulkameraden Georg Lanzenberger, dem späteren Kunstmaler, nach England um. Während Lanzenberger vom Krieg überrascht und interniert wurde, konnte Koller Ende Juli 1914 mit dem letzten Schiff nach Deutschland übersetzen.

### Erster Weltkrieg
Da er mit der Familie des Flugpioniers Albert Hirth bekannt war und sich von deren Flugbegeisterung anstecken ließ, meldete er sich im August 1914 als Freiwilliger zur Fliegereinheit. Zunächst kam er jedoch in die Grundausbildung beim Bayerischen Eisenbahn-Ersatz-Bataillon und wurde dort Eisenbahnführer. Am 16. Januar 1916 versetzte man ihn dann seinem Wunsch gemäß zur Flieger-Ersatz-Abteilung 1 b nach Schleißheim. Im Folgenden diente er in der Kampfstaffel 34, der Fliegerabteilung 273 (Artillerie), der Fliegerabteilung 47 b sowie der Jagdstaffel 76. Im August 1917 wurde er zum Gefreiten ernannt und erhielt weitere Beförderungen, zuletzt im Februar 1918 zum Vizefeldwebel.
Nach mehreren Erfolgen in Luftkämpfen wurde er am 25. Mai 1918 – als Angehöriger der Jagdstaffel 76 – hinter den feindlichen Linien abgeschossen und geriet in britische Kriegsgefangenschaft, aus der er im Dezember 1919 entlassen wurde.

### Zwischen den Kriegen
Karl Koller trat zuhause in die Fußstapfen seines Vaters und gehörte ab Februar 1920 der bayerischen Landespolizei an. Dort leistete er wieder in Schleißheim Dienst, nun als Pilot der Polizei-Fliegerstaffel 1.
Der Fliegerei blieb er auch außerberuflich treu und widmete sich im „Bayerischen Aero Club“ dem Segelflug. 1921 vertrat er das Land Bayern beim Segelflugwettbewerb in der Rhön mit einer Versuchskonstruktion seines Glonner Mitbürgers Emeran Stadler, die ohne die üblichen Höhen-, Seiten- und Querruder auskam: die Steuerung erfolgte nur über die Tragflächen.
Mit 640 Meter konnte er dabei am 15. August 1921 die bis dahin längste Flugstrecke eines Segelflugzeuges erreichen, dieser Rekord wurde kurz darauf von einem Konkurrenten erobert. Schon am 20. August 1921 stellte er aber mit dem neuerlichen Weltrekord von 1900 Metern zwischen Start- und Landestelle eine neue Hürde auf, die Flugdauer betrug vielbeachtete drei Minuten. Fünf Tage später konnte er eine weitere Leistung zeigen: den ersten vollständigen Kreis (und eine weitere Kurve von 180°) ohne Höhenverlust mit einem Segelflugzeug. Diese Flüge brachten ihm weltweite Aufmerksamkeit ein, er erhielt Lehr- und Vorführaufträge aus England, Frankreich, der Schweiz und anderen Ländern. Dabei kam er auch mit dem Flieger Ernst Udet in freundschaftlichen Kontakt.
Bei der Polizei war er von 1922 bis 1928 als Zugführer und Ausbilder tätig. Mittlerweile zum Polizei-Oberleutnant befördert, arbeitete er danach bis 1932 als Adjutant beim Abschnittskommandanten III der Landespolizei in München. Nach seiner Führergehilfenausbildung wurde er im Januar 1933 zum Polizei-Hauptmann befördert und als Ausbilder an die Polizeioffiziersschule in München abkommandiert, er gehörte nun zum Führungsstab der Landespolizei.
Die neu gegründete Luftwaffe erregte sein Interesse, er trat ihr im August 1935 als Hauptmann bei. Obwohl seine Schulbildung nicht über die Volksschule hinausreichte, besuchte er die Luftkriegsschule in Berlin und wurde 1936 Staffelkapitän beim Kampfflieger-Lehrgang in Jüterbog und Oldenburg, schon im August 1936 wurde er zum Major befördert.
Zunächst als Ausbilder an der Luftkriegschule Berlin-Gatow tätig, wurde er im Januar 1938 als Erster Generalstabsoffizier (Ia) zum Luftgaukommando München versetzt.

### Zweiter Weltkrieg
Im Januar 1941 wurde Karl Koller unter gleichzeitiger Beförderung zum Oberst zum Chef des Stabes der Luftflotte 3 ernannt, die im Westen operierte. Am 10. April 1942 wurde ihm aufgrund seiner Verdienste beim Unternehmen Cerberus, dem Durchbruch deutscher Schlachtschiffe durch den Ärmelkanal, das Ritterkreuz des Eisernen Kreuzes verliehen. Im März 1943 folgte die Beförderung zum Generalmajor.
Gegen die nationalsozialistischen Machthaber opponierte er im Rahmen seiner Möglichkeiten. Schon 1940 erwirkte er die Schonung der französischen Kathedralen. Er widersetzte sich auch dem ausdrücklichen Verbot Hitlers, abgesprungene Feindflieger vor Lynchjustiz zu schützen. In mehreren Fällen bewahrte er Soldaten und Zivilisten vor Konzentrationslagern und Kriegsgerichten. Aufgrund seiner freundlichen Haltung wurde er auch im Ausland respektiert.
Anlässlich der Umbildung der Luftwaffenspitze nach dem Selbstmord des Generalstabschefs Hans Jeschonnek wurde Koller im September 1943 zum Chef des Luftwaffenführungsstabes ernannt und wenig später zum Generalleutnant befördert. Als der neue Generalstabschef Günther Korten im Juli 1944 der Bombe des Grafen Stauffenberg zum Opfer fiel, wäre Koller der logische Nachfolger gewesen, wurde von Göring jedoch zugunsten des Generals der Fliegerausbildung Werner Kreipe übergangen, den der Reichsmarschall für leichter kontrollierbar hielt. Kreipe erwies sich jedoch als überfordert, so dass sich Göring dazu gezwungen sah, Koller im November 1944 schließlich doch noch zum Chef des Generalstabes der Luftwaffe zu ernennen. Gleichzeitig erfolgte seine Beförderung zum General der Flieger.
Im gleichen Jahr erreichte er, durch seinen Glonner Mitbürger Max Lebsche aufmerksam gemacht, dass die italienische Stadt Ravenna mit ihren Kunstdenkmälern und ältesten Kirchen Europas vor zerstörerischen Luftangriffen verschont blieb. Zudem lehnte er die von Hitler befohlene Zerstörung Deutschlands ab.

Am 21. April 1945 erklärte er Hitler, dass die Luftwaffe in wenigen Tagen völlig tot sei, was von Hitler mit dem Ausruf, man müsse die ganze Luftwaffenführung sofort aufhängen, kommentiert wurde.
Zwei Tage später flog Koller von Berlin zum Obersalzberg und berichtete dem dort weilenden Oberbefehlshaber der deutschen Luftwaffe Hermann Göring, Hitler sei zum Suizid entschlossen. Daraufhin kündigte Göring die Übernahme der Reichsführung an (siehe auch: Göring-Telegramm) und wurde prompt auf Anweisung Hitlers festgenommen.
Mit dem Kriegsende in Deutschland geriet Koller in englische Kriegsgefangenschaft und wurde in Oxford inhaftiert. Dort besuchte ihn der US-amerikanische Flieger-Oberst Charles Lindbergh (erste Allein-Überquerung des Atlantik 1927), der ihm damit seine Hochachtung ausdrückte.
Im Dezember 1947 wurde er schließlich in die Heimat entlassen.

### Nachkriegszeit
Nach seiner Entlassung kehrte Koller nach Glonn zurück und wurde als VW-Vertreter in München tätig.
1949 veröffentlichte er unter dem Titel Der letzte Monat sein persönliches Kriegstagebuch. Im nächsten Jahr wählte ihn der Verband deutscher Soldaten in Bayern zum Vorsitzenden. Am 22. Dezember 1951 jedoch verstarb Koller im Alter von 53 Jahren an einem Herzleiden in Glonn und wurde am 25. Dezember beigesetzt.

## Familie
Mit seiner Frau Friedl, geb. Joisten (* 25. Mai 1908; † 10. September 1977) hatte er drei Söhne: Klaus, Dieter und Roland.
Sein Bruder Wolfgang Koller (* 6. November 1904; † 28. April 1974) war Lehrer, Schriftsteller und Dichter.
Sein Sohn Roland Koller (1942–2025) war Jurist und war Polizeipräsident im Polizeipräsidium München (1988 bis 2003) und Staatssekretär für innere Sicherheit im Innenministerium Niedersachsen (2003 bis 2006).

## Auszeichnungen
- Eisernes Kreuz (1914) II. und I. Klasse
- Wehrmacht-Dienstauszeichnung IV. bis I. Klasse
- Medaille zur Erinnerung an den 1. Oktober 1938 mit Spange Prager Burg
- Spange zum Eisernen Kreuz II. und I. Klasse
- Ritterkreuz des Eisernen Kreuzes am 10. April 1942
- Deutsches Kreuz in Gold am 7. Februar 1944
- Verwundetenabzeichen (1939) in Schwarz

## Film
- Der Untergang, D 2004, Karl Koller wird vom Schauspieler Hans H. Steinberg dargestellt.[12]